# Coloe Fossae
Coloe Fossae é um conjunto de fossas no quadrângulo de Ismenius Lacus em Marte. Seu centro se situa a 36.5º latitude norte e 302.9º longitude oeste.  Possui extensão de 590 km e recebeu o nome de uma formação de albedo clássica.